# Claire Sinclair
Pour les articles homonymes, voir Sinclair.
Hope Dworacyk Jaclyn Swedberg
Claire Sinclair (de son vrai nom Clairissa Irene Riccio), née le 25 mai 1991 à Los Angeles, Californie, est un modèle de nationalité américaine. Elle est connue comme Playmate of the Month d'octobre 2010 puis comme Playmate of the Year pour l'année 2011 du magazine Playboy.
Claire délaisse assez vite les études pour poser, à partir de 14 ans, comme modèle photo pour de la lingerie sous le pseudonyme de Clairissa Irene. 
Son père étant lecteur de Playboy et amateur des pin-ups d'Olivia De Berardinis, Claire rêve depuis longtemps de poser pour elle et manœuvre de telle sorte qu'elle finit par y parvenir ; elle change alors son pseudonyme en Claire Sinclair. 
Peu de temps après, elle pose sa candidature pour devenir playmate, autre rêve caressé depuis longtemps. Elle devient Miss October 2010 à l'âge de 19 ans (photos par Stephen Wayda), puis est choisie comme Playmate de l'Année 2011. Elle déclare : Playmates are quintessential works of art, I couldn’t be more honored. (Les playmates sont par quintessence des œuvres d'art, je ne pourrais pas recevoir un plus grand honneur).
À partir d'août 2010, elle fréquente de façon plus ou moins régulière le fils du fondateur de Playboy, Marston Hefner (fils de Hugh Hefner et de Kimberley Conrad, Playmate de l'Année 1989), puis ils se mettent en ménage mais leur relation devient conflictuelle et Marston Hefner est arrêté par la police pour avoir frappé sa compagne le 12 février 2012 dans leur propriété de Pasadena. Il est libéré contre une caution de 200 000 dollars mais Claire Sinclair obtient de la justice que Marston Hefner ne l'approche pas, et déclare qu'elle abandonnera ses charges s'il lui présente ses excuses et entreprend une thérapie. Toutefois la justice ne renonce pas aux poursuites qu'elle continuera avec ou sans l'accord de l'intéressée. Celle-ci ne souhaite d'ailleurs pas reprendre leur relation et veut s'éloigner de Playboy. Hugh Hefner se déclare "déçu par son fils" et apporte son soutien à la jeune femme.

## Apparitions dans les numéros spéciaux dePlayboy
- Playboy's Playmate Review 2011 (Couverture, pages 1-3, 68-79)
- Playboy's Nude Playmates 2012 (pages 62-67)